# Катажина Кравчик
Катажина Кравчик (пол. Katarzyna Krawczyk; нар. 6 вересня 1990, Міколайкі, Мронговський повіт, Вармінсько-Мазурське воєводство) — польська борчиня вільного стилю, дворазова бронзова призерка чемпіонату Європи, срібна призерка Європейських ігор, учасниця Олімпійських ігор.

## Біографія
Боротьбою почала займатися з 2004 року. У 2008, 2009 та 2010 ставала бронзовою призеркою чемпіонатів Європи серед юніорів. Виступає за борцівський клуб «MKS Cement GRYF» Холм.

## Спортивні результати на міжнародних змаганнях

### Виступи на Олімпіадах
| Змагання                    | Збірна | Вагова категорія          | Місце |
| --------------------------- | ------ | ------------------------- | ----- |
| Літні Олімпійські ігри 2016 | Польща | жіноча боротьба, до 53 кг | 9     |

### Виступи на Чемпіонатах світу
| Змагання                        | Збірна | Вагова категорія          | Місце  |
| ------------------------------- | ------ | ------------------------- | ------ |
| Чемпіонат світу з боротьби 2011 | Польща | жіноча боротьба, до 55 кг | 9      |
| Чемпіонат світу з боротьби 2012 | Польща | жіноча боротьба, до 55 кг | 7      |
| Чемпіонат світу з боротьби 2013 | Польща | жіноча боротьба, до 55 кг | 18     |
| Чемпіонат світу з боротьби 2014 | Польща | жіноча боротьба, до 55 кг | 5      |
| Чемпіонат світу з боротьби 2018 | Польща | жіноча боротьба, до 53 кг | 5      |
| Чемпіонат світу з боротьби 2021 | Польща | жіноча боротьба, до 53 кг | Бронза |
| Чемпіонат світу з боротьби 2022 | Польща | жіноча боротьба, до 53 кг | 15     |

### Виступи на Чемпіонатах Європи
| Змагання                         | Збірна | Вагова категорія          | Місце  |
| -------------------------------- | ------ | ------------------------- | ------ |
| Чемпіонат Європи з боротьби 2011 | Польща | жіноча боротьба, до 55 кг | Бронза |
| Чемпіонат Європи з боротьби 2012 | Польща | жіноча боротьба, до 59 кг | 9      |
| Чемпіонат Європи з боротьби 2013 | Польща | жіноча боротьба, до 55 кг | 5      |
| Чемпіонат Європи з боротьби 2014 | Польща | жіноча боротьба, до 53 кг | 7      |
| Чемпіонат Європи з боротьби 2018 | Польща | жіноча боротьба, до 53 кг | Бронза |
| Чемпіонат Європи з боротьби 2020 | Польща | жіноча боротьба, до 53 кг | 5      |
| Чемпіонат Європи з боротьби 2021 | Польща | жіноча боротьба, до 53 кг | 7      |
| Чемпіонат Європи з боротьби 2022 | Польща | жіноча боротьба, до 53 кг | Бронза |
| Чемпіонат Європи з боротьби 2023 | Польща | жіноча боротьба, до 55 кг | Бронза |

### Виступи на Європейських іграх
| Змагання              | Збірна | Вагова категорія          | Місце  |
| --------------------- | ------ | ------------------------- | ------ |
| Європейські ігри 2015 | Польща | жіноча боротьба, до 55 кг | Срібло |

### Виступи на Кубках світу
| Змагання                    | Збірна | Вагова категорія          | Місце |
| --------------------------- | ------ | ------------------------- | ----- |
| Кубок світу з боротьби 2015 | Польща | жіноча боротьба, до 55 кг | 7     |

### Виступи на інших змаганнях
| Змагання                                                        | Збірна | Вагова категорія          | Місце  |
| --------------------------------------------------------------- | ------ | ------------------------- | ------ |
| Klippan Lady Open 2009                                          | Польща | жіноча боротьба, до 55 кг | 12     |
| Гран-прі Німеччини з боротьби 2009                              | Польща | жіноча боротьба, до 55 кг | 16     |
| Всесвітні ігри бойових мистецтв 2010                            | Польща | жіноча боротьба, до 55 кг | 7      |
| Чемпіонат світу з боротьби серед студентів 2010                 | Польща | жіноча боротьба, до 59 кг | Бронза |
| Міжнародний меморіал Дейва Шульца 2011                          | Польща | жіноча боротьба, до 55 кг | 6      |
| Гран-прі Туркуена з боротьби 2011                               | Польща | жіноча боротьба, до 55 кг | 5      |
| Klippan Lady Open 2011                                          | Польща | жіноча боротьба, до 55 кг | Бронза |
| Гран-прі Німеччини з боротьби 2011                              | Польща | жіноча боротьба, до 55 кг | 10     |
| Гран-прі Іспанії з боротьби 2011                                | Польща | жіноча боротьба, до 55 кг | Бронза |
| Тестовий турнір FILA 2011                                       | Польща | жіноча боротьба, до 55 кг | 8      |
| Турнір Дана Колова — Николи Петрова 2012                        | Польща | жіноча боротьба, до 55 кг | 8      |
| Золотий Гран-прі з боротьби 2012 (Кліппан )                     | Польща | жіноча боротьба, до 55 кг | Срібло |
| Олімпійський кваліфікаційний турнір з боротьби 2012 (Софія)     | Польща | жіноча боротьба, до 55 кг | 16     |
| Олімпійський кваліфікаційний турнір з боротьби 2012 (Гельсінкі) | Польща | жіноча боротьба, до 55 кг | 13     |
| Відкритий чемпіонат Польщі з боротьби 2012                      | Польща | жіноча боротьба, до 55 кг | 5      |
| Золотий Гран-прі з боротьби 2012 (Баку)                         | Польща | жіноча боротьба, до 55 кг | Срібло |
| Вогні Москви 2012                                               | Польща | жіноча боротьба, до 55 кг | 4      |
| Flatz Open 2013                                                 | Польща | жіноча боротьба, до 55 кг | Срібло |
| Меморіал Вацлава Циолковського 2013                             | Польща | жіноча боротьба, до 55 кг | Бронза |
| Всесвітні ігри бойових мистецтв 2013                            | Польща | жіноча боротьба, до 55 кг | Срібло |
| Вогні Москви 2013                                               | Польща | жіноча боротьба, до 55 кг | 5      |
| Міжнародний меморіал Дейва Шульца 2014                          | Польща | жіноча боротьба, до 53 кг | Бронза |
| Klippan Lady Open 2014                                          | Польща | жіноча боротьба, до 53 кг | 8      |
| Гран-прі Іспанії з боротьби 2014                                | Польща | жіноча боротьба, до 53 кг | Бронза |
| Відкритий чемпіонат Польщі з боротьби 2014                      | Польща | жіноча боротьба, до 53 кг | 11     |
| Чемпіонат світу з боротьби серед військовослужбовців 2014       | Польща | жіноча боротьба, до 55 кг | Золото |
| Гран-прі Парижа з боротьби 2015                                 | Польща | жіноча боротьба, до 53 кг | Бронза |
| Klippan Lady Open 2015                                          | Польща | жіноча боротьба, до 53 кг | Бронза |
| Гран-прі Німеччини з боротьби 2015                              | Польща | жіноча боротьба, до 53 кг | 11     |
| Гран-прі Іспанії з боротьби 2015                                | Польща | жіноча боротьба, до 53 кг | 12     |
| Відкритий чемпіонат Польщі з боротьби 2015                      | Польща | жіноча боротьба, до 53 кг | Золото |
| Кубок Алроси 2015                                               | Польща | жіноча боротьба, до 53 кг | Бронза |
| Золотий Гран-прі з боротьби 2015                                | Польща | жіноча боротьба, до 55 кг | 8      |
| Гран-прі Парижа з боротьби 2016                                 | Польща | жіноча боротьба, до 53 кг | Золото |
| Klippan Lady Open 2016                                          | Польща | жіноча боротьба, до 53 кг | Бронза |
| Олімпійський кваліфікаційний турнір з боротьби 2016 (Зренянин)  | Польща | жіноча боротьба, до 53 кг | Золото |
| Відкритий чемпіонат Польщі з боротьби 2016                      | Польща | жіноча боротьба, до 53 кг | Золото |
| Гран-прі Іспанії з боротьби 2016                                | Польща | жіноча боротьба, до 53 кг | 10     |
| Чемпіонат світу з боротьби серед військовослужбовців 2016       | Польща | жіноча боротьба, до 55 кг | Срібло |
| Золотий Гран-прі з боротьби 2016                                | Польща | жіноча боротьба, до 55 кг | 8      |
| Гран-прі Парижа з боротьби 2017                                 | Польща | жіноча боротьба, до 53 кг | Золото |
| Klippan Lady Open 2017                                          | Польща | жіноча боротьба, до 53 кг | Бронза |
| Чемпіонат світу з боротьби серед військовослужбовців 2017       | Польща | жіноча боротьба, до 58 кг | Золото |
| Київський Міжнародний турнір з боротьби 2018                    | Польща | жіноча боротьба, до 55 кг | Бронза |
| Турнір Дана Колова — Николи Петрова 2018                        | Польща | жіноча боротьба, до 53 кг | Золото |
| Гран-прі Іспанії з боротьби 2018                                | Польща | жіноча боротьба, до 55 кг | Бронза |
| Меморіал Іона Корнеану і Ладислава Сімона 2018                  | Польща | жіноча боротьба, до 53 кг | Золото |
| Klippan Lady Open 2019                                          | Польща | жіноча боротьба, до 53 кг | 5      |
| Всесвітні ігри військовослужбовців 2019                         | Польща | жіноча боротьба, до 57 кг | Бронза |
| Чемпіонат Польщі з боротьби 2020                                | Польща | жіноча боротьба, до 53 кг | Золото |
| Відкритий чемпіонат Польщі з боротьби 2020                      | Польща | жіноча боротьба, до 53 кг | Срібло |
| Кубок світу з боротьби 2020                                     | Польща | жіноча боротьба, до 55 кг | Бронза |
| Київський Міжнародний турнір з боротьби 2021                    | Польща | жіноча боротьба, до 53 кг | 5      |
| Відкритий чемпіонат Польщі з боротьби 2021                      | Польща | жіноча боротьба, до 53 кг | Бронза |
| Турнір Яшара Догу 2022                                          | Польща | жіноча боротьба, до 55 кг | Срібло |
| Турнір Маттео Пелліцоне 2022                                    | Польща | жіноча боротьба, до 55 кг | Золото |
| Гран-прі Іспанії з боротьби 2022                                | Польща | жіноча боротьба, до 53 кг | Бронза |
| Відкритий турнір Загреба з боротьби 2023                        | Польща | жіноча боротьба, до 53 кг | 18     |

### Виступи на змаганнях молодших вікових груп
| Змагання                                       | Збірна | Вагова категорія          | Місце  |
| ---------------------------------------------- | ------ | ------------------------- | ------ |
| Чемпіонат Європи з боротьби серед юніорів 2008 | Польща | жіноча боротьба, до 55 кг | Бронза |
| Чемпіонат світу з боротьби серед юніорів 2008  | Польща | жіноча боротьба, до 55 кг | 11     |
| Чемпіонат Європи з боротьби серед юніорів 2009 | Польща | жіноча боротьба, до 55 кг | Бронза |
| Чемпіонат Європи з боротьби серед юніорів 2010 | Польща | жіноча боротьба, до 55 кг | Бронза |
| Чемпіонат світу з боротьби серед юніорів 2010  | Польща | жіноча боротьба, до 55 кг | 14     |